# 貢師泰
贡师泰（1298年—1362年），字泰甫，号玩斋，元朝宁国府宣城县（今安徽宣城市）人，父亲是集贤直学士贡奎。
贡师泰为国子生。贡奎在江西任职期间，贡师泰随父亲上任。旅居江西期间，他跟随当时的名士吴澄学习。泰定帝泰定四年（1327年）授从仕郎、太和州判官。元顺帝至正四年（1344年），任绍兴路总管府推官，有政绩，疑狱能被详谳剖决，治行为诸州府之最。入翰林为应奉，参与修《后妃传》、《功臣列传》。拜监察御史，从他开始，南方士人可以得居省台。至正十四年（1354年），为吏部侍郎。当时江淮兵起，京师缺粮，贡师泰至浙西籴粮百万石，输入京师。调任兵部侍郎，均平京师至上都驿户徭役。至正十五年（1355年），为礼部尚书，出任平江路（治今江苏苏州）总管，领兵围剿张士诚领导的反元军。至正十六年（1356年），张士诚破平江，贡师泰败逃，隐居海滨。张士诚降元，至正十七年（1357年），贡师泰出任两浙都转运盐使。至正十八年（1358年），升江浙行省参知政事。至正十九年（1359年），任户部尚书。至正二十年（1360年），分部闽中，以闽盐换粮，由海道运给京师。二十二年（1362年），召为秘书卿，行至海宁，病故。贡师泰工诗文，著有《玩斋集》。